# Francesca Dani

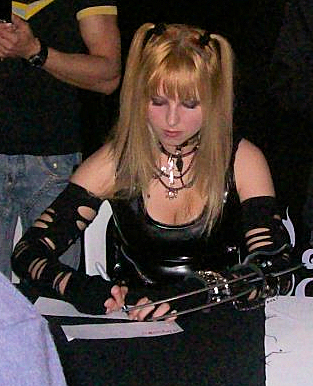

Francesca Aurora Dani, mais conhecida como Francesca Dani (nascida em Firenze, Itália, em 5 de Março de 1979) é uma modelo italiana. Iniciando sua carreira como Designer de Moda, Francesca decidiu ser modelo para pagar sua universidade. O estilo de vida de modelo fez com que Francesca abandonasse os estudos, e ela deixou a universidade em fevereiro de 2004 para continuar sua carreira.
Já participou como modelo em filmes e revistas. Iniciando como um ídolo na Internet, atualmente é conhecida por posar tanto com roupas feitas por ela mesma, como com outras fantasias de personagens comerciais. Entrou no cenário cosplay em outubro de 1998 com sua primeira fantasia, Sailor Moon. Desde então já apareceu vestida como diversas personagens de anime, mangá e video games.

## Carreira
Seu website, lançado em Outubro de 1998, se tornou um site pago em 14 de Abril de 2002. Parte do site (a área cosplay e poucas outras páginas) ainda estão disponíveis gratuitamente. A página apresenta alguns vídeos, e milhares de fotografias em diversas roupas, de fantasias a biquínis e lingeries.
De abril de 2002 a setembro de 2005, ela participou de um site pago chamado Varietease, mas em Outubro de 2005 deixou o site para lançar seu próprio domínio em francescadani.com. Tornou-se conhecida no Japão durante uma aparição no programa Sekai Marumie em 25 de Dezembro de 2002. A produção da Nihon Television a escolheu para uma entrevista especial devido a seu status como uma cosplay internacional.
Em Abril de 2005 ela foi escolhida como símbolo e porta-voz da empresa japonesa Bodyline, produtora de vestidos estilo gótica lolita. No final de 2005, o provedor de Internet japonês Livedoor começou a vender álbuns de fotos digitais em seu site.
Ela é famosa por suas roupas extremamente detalhadas, de cosplays a modelos sensuais. Já participou de vários ensaios de revistas fotográficas (a maioria no Japão, México, Brasil e Itália), e também de algumas produções independentes.
Também participou de eventos de animes na América Central, Japão e recentemente no Brasil.